# 承擔特質
環境賦使（英語：affordance），或稱為直觀功能、預設用途、可操作暗示、符擔性、支應性、示能性等，指一件物品實際上用來做何用途，或被認為有什麼用途。也就是說在物品的某個方面，具有讓人明顯知道該如何使用它的特性。例如門提供「打開」的功能，椅子提供「支撐」的功能。人們得知如何使用物品有一部分來自認知心理學，另一部分來自物品的外形。
「affordance」在中文中如果翻譯成「直觀功能」會比較易於瞭解。「直觀功能」的意義為物體所具有的物理特性以及我們所理解該物體可使用方式間的關係，其最主要的核心概念是物體的特性決定了行為的可能性。

## 發展
- 完形心理學（Gestalt psychology）中，承擔特質的先天功能指任何一個物件，都是由特殊物質特徵所組織形成，這些特徵組成特殊的訊息，能使個體產生特殊行動。

- 知覺心理學家詹姆斯·吉布森（James Gibson）利用生態心理學的觀察，以承擔特質解釋生物與環境的對應關係，即自然環境中所的物質，本身物理屬性的組合能與生物之間存在某種對應關係。他認為物件的所有承擔特質是可以被直覺到的，其訊息是直接表現於視覺中的。而大多數的物件擁有一種以上的用途，人們將物件用於何種行為，取決於人們的心理狀態。

- 心理學家唐·諾曼（Donald A. Norman）將承擔特質應用於設計，指的是東西會告訴使用者它們的作用，即事物本身會說明自身的用途。諾曼認為物品能夠表現出兩種承擔特質：一是物件實際上承擔的物理特質，一是使用者察覺到物件的提示性特質。承擔特質在設計上其著重的觀點在於物件與使用者之間的關係，其達到的效果或提示性，依使用者所處的環境或察覺到的意圖而定。

- 科技的社會能供性（Technological Changes Create Social Affordances）（Wellman .B，2003）進一步將人與物之間的關係，延伸至“人→物→人”之間的關係，意即科技的特性如何影響人們選擇與他人聯繫的可能性、機會以及限制(Bradner et al，1999；Sellen and Harper，2002)。因此在資訊時代，網路、手機、無線行動裝置等資訊科技是很重要的溝通媒介，這些科技所具備的社會能供性，提供不同服務的可能性，並影響人們選擇溝通的機會與限制。

## 外部連結
- . （原始内容存档于2012-11-20）.